# Fred Tommy
Frederick Tommy, detto Fred (Ottawa, 24 settembre 1941 – Ottawa, 3 febbraio 2004), è stato uno sciatore alpino canadese.

## Biografia
Sciatore polivalente, Fred Tommy debuttò in campo internazionale in occasione trofeo dell'Hahnenkamm 1958 (Kitzbühel, 17-19 gennaio), dove si classificò 68º nella discesa libera e 83º nello slalom gigante; fu selezionato per rappresentare il Canada ai Mondiali di Badgastein 1958 (2-9 febbraio), ma non prese il via in nessuna gara. Nel 1959 non disputò gare internazionali di primo livello tranne i Vermont Championships (Stowe, 13-15 marzo); l'anno dopo agli VIII Giochi olimpici invernali di Squaw Valley 1960 (19-27 febbraio), sua unica presenza olimpica e iridata, si classificò 27º nella discesa libera, 28º nello slalom gigante e 25º nello slalom speciale. Disputò le sue ultima gare in occasione della Harriman Cup di quello stesso anno (Sun Valley, 5-7 marzo); era zio di Michael e prozio di Mikaela, a loro volta sciatori alpini.

## Palmarès

### Campionati canadesi
- 1 oro (slalom gigante nel 1960)[1][7]